# Флаг Американских Виргинских Островов
Флаг Американских Виргинских островов — принят 17 мая 1921 года. Состоит из упрощенного изображения Большой печати США между буквами V и I (обозначающими Виргинские острова). Орёл держит в одной лапе лавровую ветвь, а в другой — три стрелы, представляющие три главных острова — Сент-Томас, Сент-Джон и Санта-Крус. Цвета флага символизируют различные природные особенности Виргинских островов — жёлтый (цветы), зелёный (холмы), белый (облака) и голубой (вода). Флаг был создан художником Персивалем Спарксом по просьбе американского губернатора островов Илая Кителя.

## История
Идея флага Американских Виргиниских островов возникла при администрации контр-адмирала Самнера Эли Уэтмора Киттелла, который был приведен к присяге в качестве губернатора островов 26 апреля 1921 года. Он обратился к мистеру Уайту, капитану «Grebe», и Персивалю Уилсону Спарксу, художнику-карикатуристу, и попросил у них предложения по дизайну флага. Спаркс тут же нарисовал рисунок на бумаге. После этого Спаркс перенес рисунок на плотный хлопчатобумажный материал, а затем попросил свою жену Грейс и ее сестру Бланш Джозеф вышить рисунок. Более поздним результатом стало то, что теперь является флагом Американских Виргинских островов.